# Pseudocalliergon brevifolium
Pseudocalliergon brevifolium là một loài Rêu trong họ Amblystegiaceae. Loài này được (Lindb.) Hedenas miêu tả khoa học đầu tiên năm 1990.